# Neue Synagoge (Eppingen)

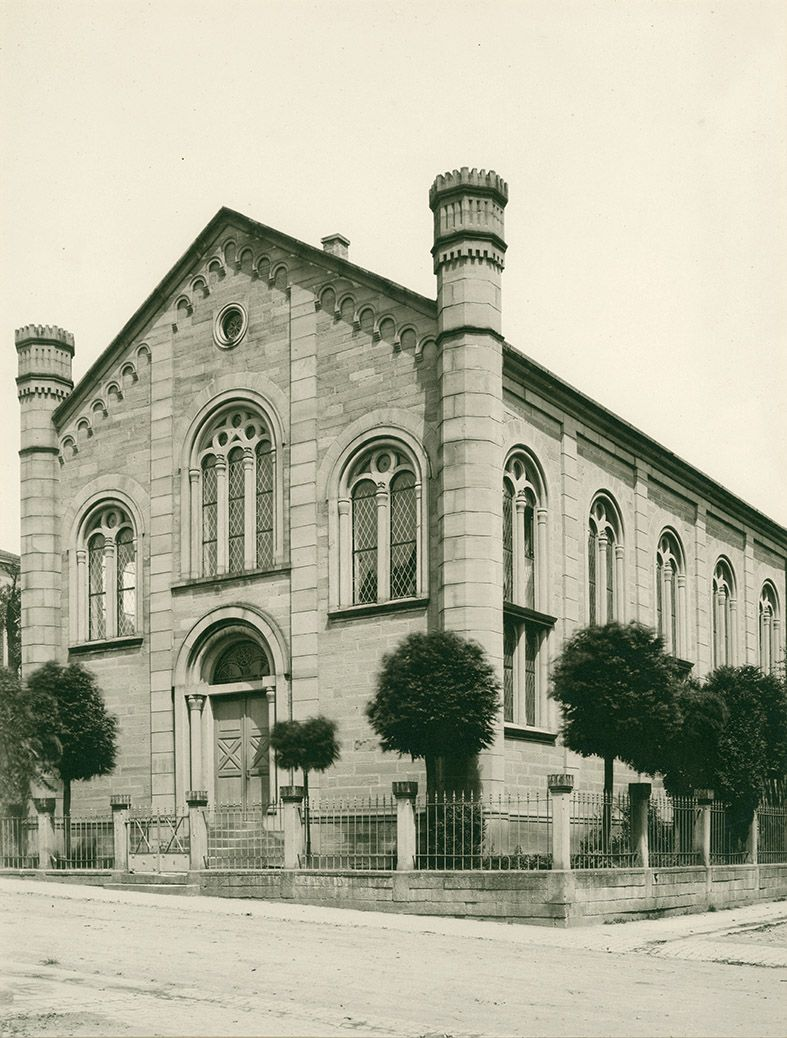
Die Synagoge in der Kaiserstraße in Eppingen, Foto ca. 1896

Die Neue Synagoge in der Kaiserstraße 6 in Eppingen, einer Stadt im Landkreis Heilbronn im nördlichen Baden-Württemberg, war eine Synagoge, die 1872/73 erbaut wurde. Im Jahr 1938 wurde sie durch Brandstiftung zerstört und 1940 vollends abgerissen.

## Geschichte

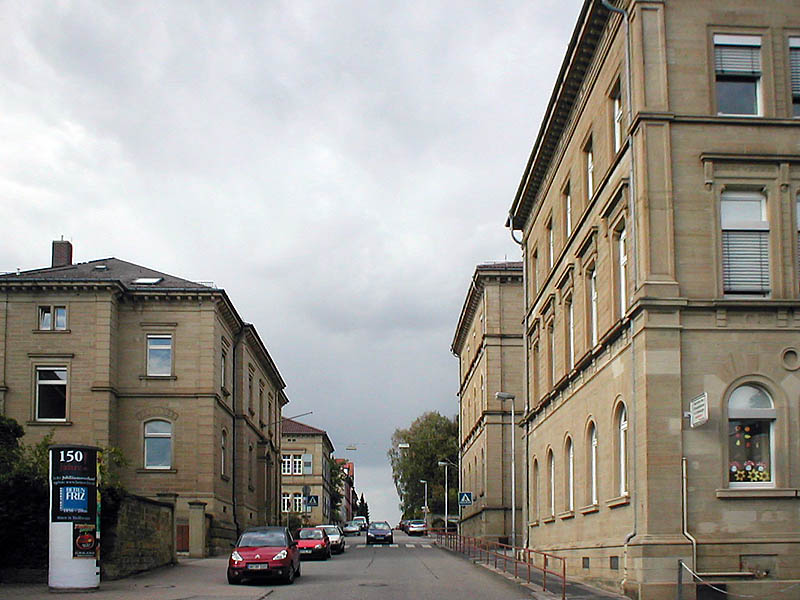
Blick in die Kaiserstraße; nach den zwei Schulgebäuden auf der rechten Seite stand die Synagoge und danach folgt auf der gleichen Seite die evangelische Stadtkirche (von Bäumen verdeckt).

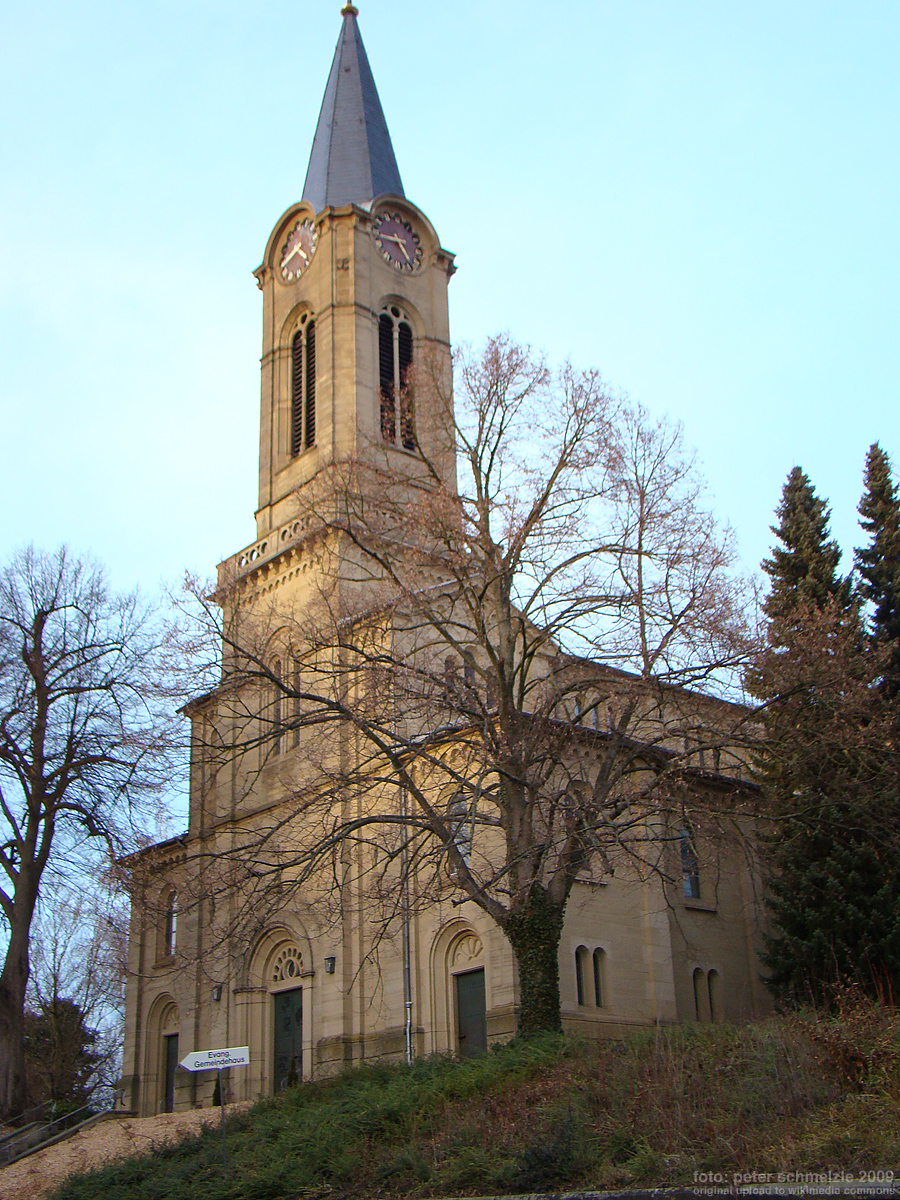
Evangelische Kirche, oberhalb der Synagoge und aus dem gleichen Stein errichtet

Die jüdische Gemeinde Eppingen feierte ihre Gottesdienste rund 100 Jahre lang in der Synagoge in der Küfergasse 2. Da dieses Gebäude nicht mehr den Vorstellungen der Zeit entsprach, entschloss man sich zum Neubau einer repräsentativen Synagoge im damals entstehenden Schul- und Behördenviertel im Roth, in unmittelbarer Nachbarschaft der wenig später erbauten evangelischen Stadtkirche. Das Nachbargrundstück der evangelischen Kirche lag höher, sie überragte mit ihrem Kirchturm die Synagoge. Selten wurde zugelassen, dass eine Synagoge so nahe an einer Kirche errichtet wurde.
Dass in diesem Viertel mit dem katholischen Pfarrhaus, dem evangelischen Dekanat und Stadtpfarramt, der evangelischen Kirche, dem Amtsgericht, der Volksschule, dem Prorealgymnasium, der Gewerbeschule, der Turnhalle, dem Amtsgefängnis, der Bezirkssparkasse usw. ein Grundstück für die neue Synagoge eingeplant wurde und der Bau sich in das städteplanerische Gesamtkonzept einfügte, spricht dafür, dass zu dieser Zeit die jüdischen Bürger in der kleinstädtischen Gesellschaft integriert waren.
1868 erwarb die jüdische Gemeinde den Bauplatz und ließ nach den Plänen des Architekten Wilhelm Lößlin 1872/73 das Gebäude errichten.

## Einweihung der Synagoge
Die Einweihung fand am Freitag, den 31. Oktober 1873 statt. Ein Festzug bewegte sich nachmittags um 4 Uhr von der alten Synagoge zur neuen, wobei nach den Chören und der jüdischen Schuljugend der Bezirksrabbiner, danach der Synagogenrat und die Baukommission der jüdischen Gemeinde folgten, denen sich der Träger der Torarolle und die geladenen Gäste anschlossen. Vor der neuen Synagoge erfolgte die Übergabe des Schlüssels durch den Architekten, und beim Einzug durch das Portal spielte das Harmonium. Die Festpredigt hielt der Sinsheimer Bezirksrabbiner David Geissmar. Das Festprogramm wurde vom Mädchen- und Knabenchor und vom Männer- und Frauenchor musikalisch begleitet. Beim Samstagsgottesdienst hielt die Predigt der Heidelberger Bezirksrabbiner Hillel Sondheimer.

## Architektur
Der einschiffige Saalbau aus gelbem Sandstein, dem Mühlbacher Werkstein, besaß ein mäßig steiles Satteldach. Der Giebel lag zur Kaiserstraße hin, und die beiden minarettartigen polygonalen Ecktürmchen sind Ausdruck der orientalisierenden Architektur, die dem damaligen Zeitgeschmack entsprach. Eine niedrige Mauer mit einem Eisenstaketenzaun umgab das leicht abschüssige Grundstück. Die Sandsteinpfeiler zwischen den Zaunpartien waren bekrönt.

### Fassade
Ein zweiflügeliges Portal, auf beiden Seiten von Säulen mit Blattkapitellen eingerahmt, gewährte den Zugang. Da ein separater Eingang für Frauen nicht vorhanden war, kann man von einer eher liberalen jüdischen Gemeinde in Eppingen sprechen. Das Portal war von einem Bogenfeld mit einem Oberlicht überspannt, das auf einem Architrav ruhte. Darüber schlossen sich drei Rundbogenfenster an. Die Giebelseite endete mit einem Okulus und einem Rundbogenfries entlang dem Ortgang.
Das gesamte Gebäude war durch Lisenen gegliedert, und alle Rundbogenfenster besaßen neuromanisches Maßwerk. Die hohen Fenster, jeweils fünf an den Längsseiten, waren in Höhe des Emporenbodens durch eine Sohlbank geteilt.
Die Hauptfassade mit Stufenportal, überhöhtem Mittelfenster und Dreigliederung des gesamten Giebels zeigt das Schema der Basilika und ist ebenfalls ein Hinweis für die liberale Einstellung der jüdischen Gemeinde.

### Innenraum
Im Osten, dem Eingang gegenüber, befand sich in einer apsisartigen Ausbuchtung der Toraschrein. Die Frauenempore, durch eine Treppe nach dem Eingang auf der linken Eckseite des Gebäudes erreichbar, befand sich an der Westseite und den beiden Längsseiten des Gebäudes.

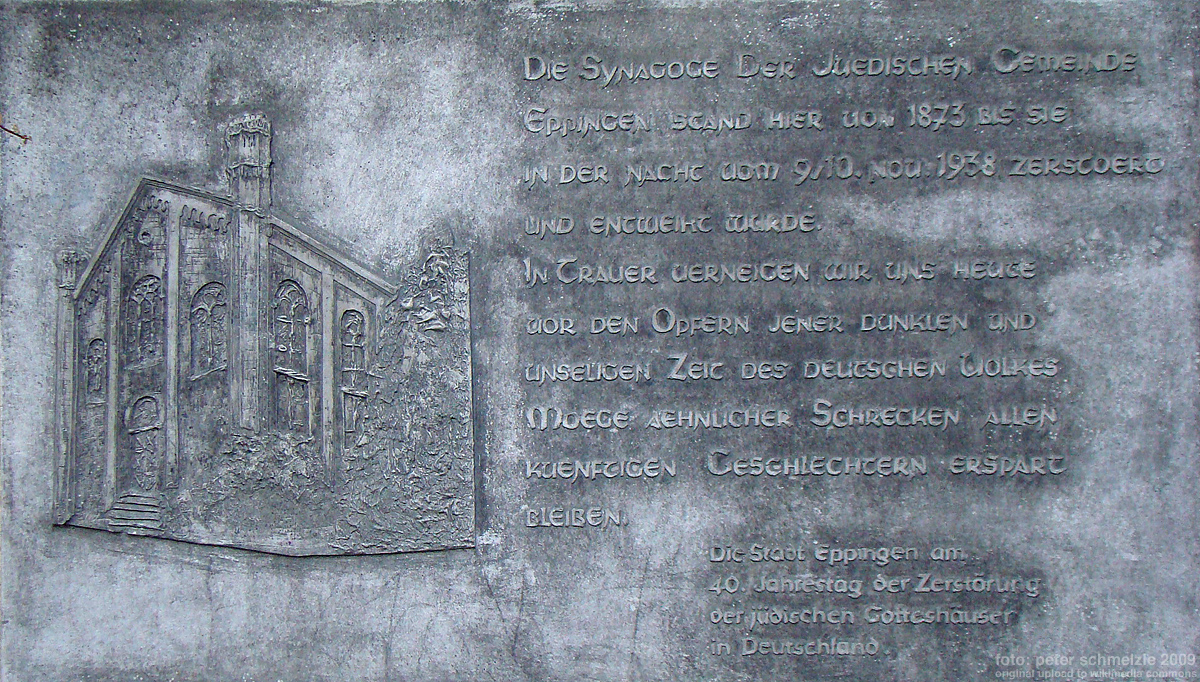
Gedenktafel am Platz der 1940 abgerissenen neuen Synagoge in Eppingen

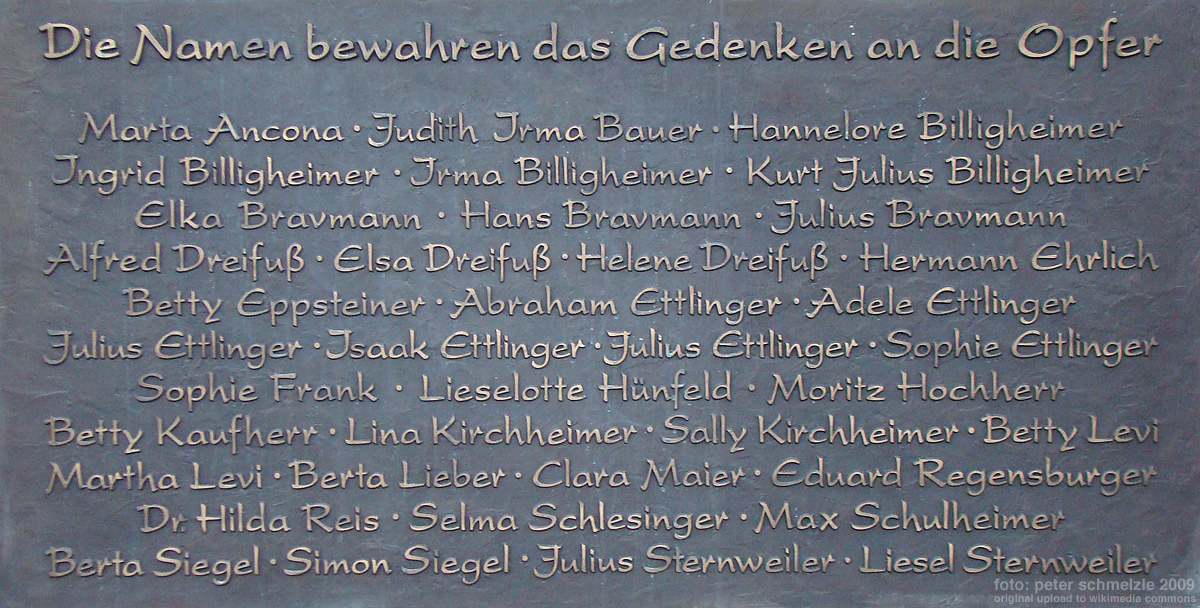
Gedenktafel für die Opfer der nationalsozialistischen Verfolgung

## Pogrom vom 10. November 1938
Ein großer Teil der jüdischen Gemeinde in Eppingen wanderte wegen der nationalsozialistischen Diskriminierung aus oder zog in größere Städte. Obwohl die Synagoge bereits am 26. Oktober 1938 an die benachbarte Bezirkssparkasse Eppingen verkauft worden war, wurde sie während der Novemberpogrome am 10. November 1938 in Brand gesteckt. 1940 wurde sie vollständig abgebrochen, und an gleicher Stelle wurde 1956 die neue Sparkassenhauptstelle erbaut.
Die sogenannte „Reichskristallnacht“ wird vom Eppinger Rechtsanwalt Eduard Neckermann wie folgt geschildert: „Am Donnerstag, den 10. November 1938 hat man auch hier in Eppingen eine Judenaktion veranstaltet in der Form, dass man die Synagoge in Brand setzte (in der Nacht von Mittwoch den 9.11.38 auf Donnerstag den 10.11.38) und dass man am 10.11.38 unter Beiziehung und Beteiligung der Volksschuljugend eine Razzia gegen die hiesigen Juden veranstaltete, indem man sie durch Polizeidiener Goll in den hiesigen Ortsarrest verbrachte, wobei die erwähnte Jugend hinter den Juden mit Stecken unter Geschrei herlief und sie zum Ortsarrest begleitete. Die Aktion stand unter der Leitung und Führung von Bürgermeister Zutavern, dem Hauptlehrer Stürz Eppingen und dem Schreibgehilfen beim hiesigen Amtsgericht, Geiger.“ (Klageschrift von Eduard Neckermann vom 27. Juni 1939; Generallandesarchiv Karlsruhe: Bestand 465 a/Zntr.SPr.K./B/Sv Bestellnummer 855a; Nr. 465/61/23/3504)

## Gedenken
Auf Initiative der evangelischen und katholischen Kirchengemeinde wurde 1978 an der Stützmauer zur benachbarten evangelischen Kirche eine Gedenktafel angebracht. Am 10. November 2008 wurde eine Gedenktafel mit den Namen der ermordeten jüdischen Bürger von Eppingen an gleicher Stelle hinzugefügt.